# 硫化カルボニル
硫化カルボニル（りゅうかカルボニル、英: carbonyl sulfide）は化学式COSで表される無機炭素化合物。常温では無色の気体で、硫化物様の臭気を有する。カルボニル基に硫黄原子が直線状に結合しており、二酸化炭素と二硫化炭素の中間の等電子体であると考えられる。
水分の存在下で、二酸化炭素と硫化水素とに分解する。
この化合物はユーリー-ミラーの実験によりアミノ酸からペプチドを形成する際の触媒となることが認められ、生命の起源に重要な役割を果たしたことが明らかになった
。

## 発生

### 大気
自然界では海底火山などから放出される。大気中に最も多く存在する硫黄化合物であり、0.5(±0.05)ppbほど含まれる。硫黄循環でも重要である。1640年以降の南極大陸の氷床コアでの硫化カルボニル濃度の測定が行われた。成層圏に到達した硫化カルボニルは酸化により硫酸となる。地上では植物の光合成により、海上では海水による加水分解で、数年で分解される。硫化カルボニルの最大の人工的発生源は化学合成の中間体や二硫化炭素製造時の副産物であるが、自動車、石炭火力発電所、バイオマス燃料、焼き魚、ごみやプラスチックの焼却、石油精製、合成繊維やゴム・デンプンの製造によっても生じる。合成ガス中において代表的な硫黄系不純物でもある。年間に300万トンの硫化カルボニルが大気中に放出されるが、その1/3が人間活動により生じたものであると考えられる。

### 食品
チーズと、キャベツなどの野菜類に微量、穀物や種子に0.05〜0.1 mg/kg程含まれる。

### 宇宙
星間物質や、金星の大気に含まれる。

## 用途
チオカーバメート除草剤の製造中間体となるほか、臭化メチルやホスフィンに代わる燻蒸剤として使用される。

## 合成
1841年に、二酸化炭素と硫化水素から世界で初めて合成され、1867年にハンガリーの科学者カール・フォン・タン (Carl von Than) により性質が解明された。一酸化炭素と硫黄との反応により生成されるが、実験室ではチオシアン酸カリウムと硫酸から作られる。その場合には副生成物の除去が必要になる。
KSCN  +  2 H2SO4 + H2O  →   KHSO4  +  NH4HSO4  +  COS

## 毒性
毒ガスとして知られる硫黄を含むことから毒性が強いことは容易に想像できるが、1994年まで硫化カルボニルに関する毒性の情報は発表されずにいた。1000ppmを越える高濃度では匂いや刺激などを感じず、痙攣や呼吸麻痺により突然死亡する。ラットを使った実験では1,400ppmで90分、3,000ppmでは9分で半数が死に至った。動物実験では、低濃度（12ppmで12週間）では肺や心臓に影響は見られなかった。